# 企業號太空梭

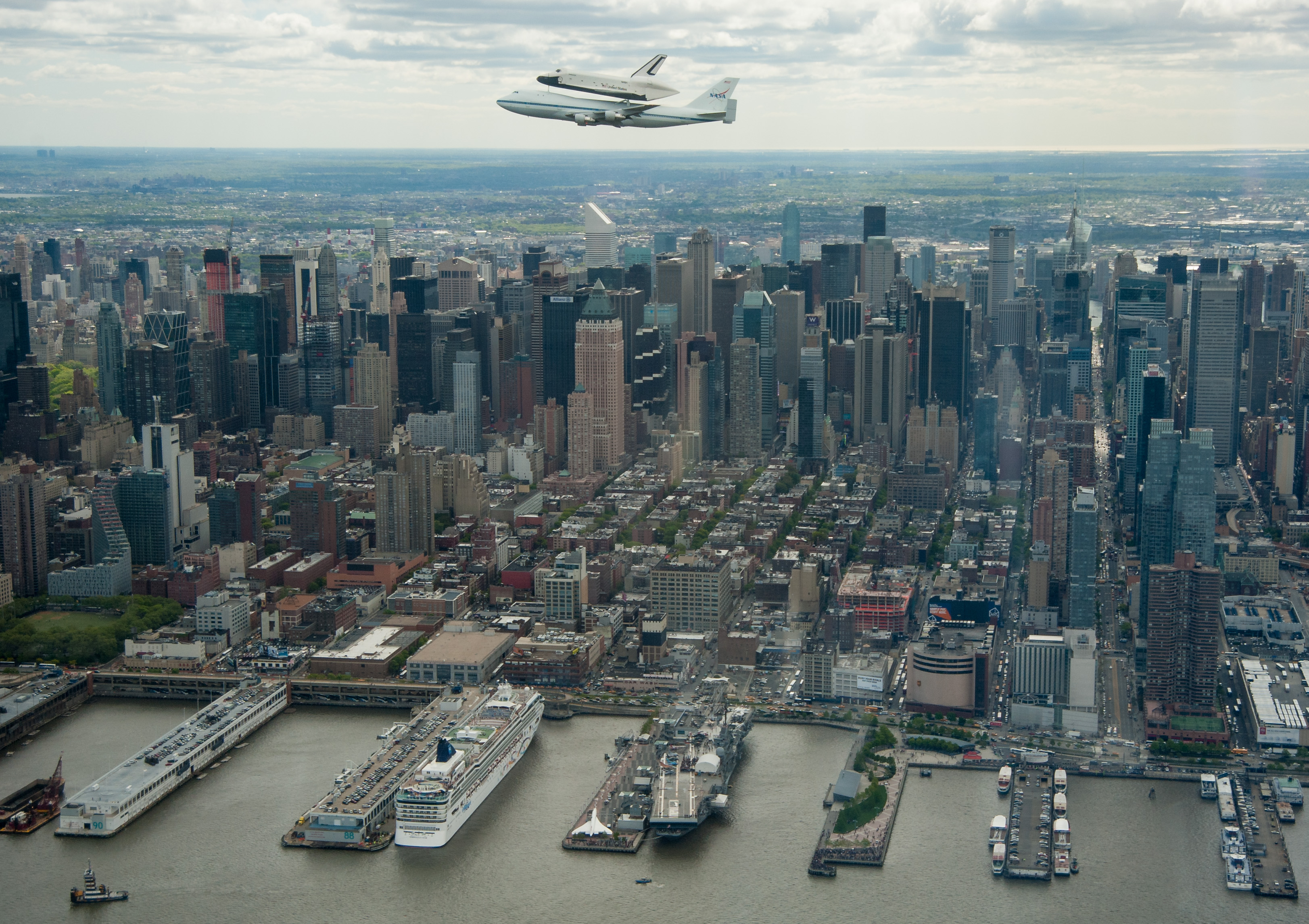
2012年4月27日，企業號由太空梭運輸機（SCA）背負飛越紐約，下方的港口碼頭邊可以見到其最終的目的地無畏號航空母艦

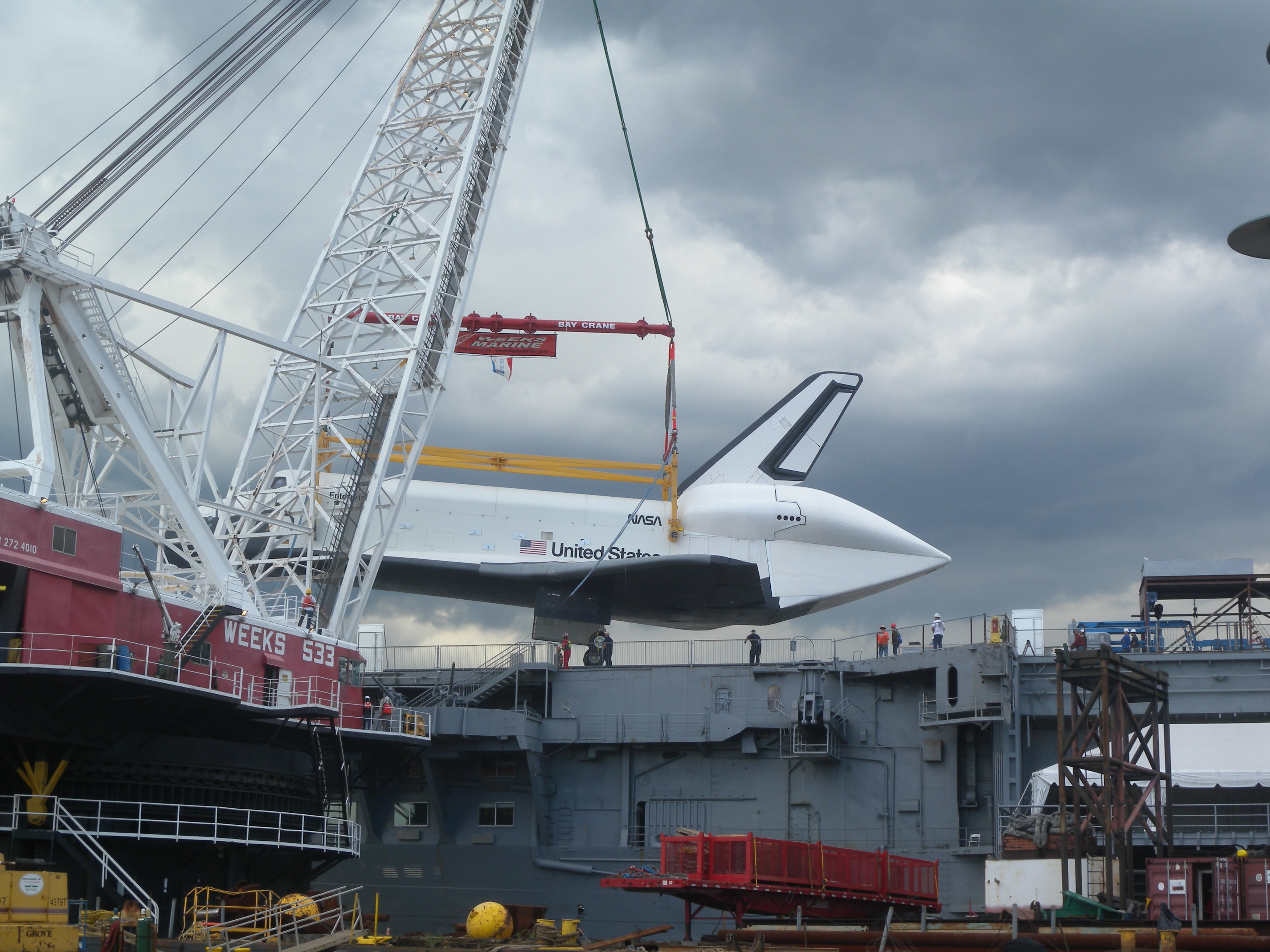
2012年6月6日，企業號由吊船運抵無畏號甲板，預備向公眾開放參觀

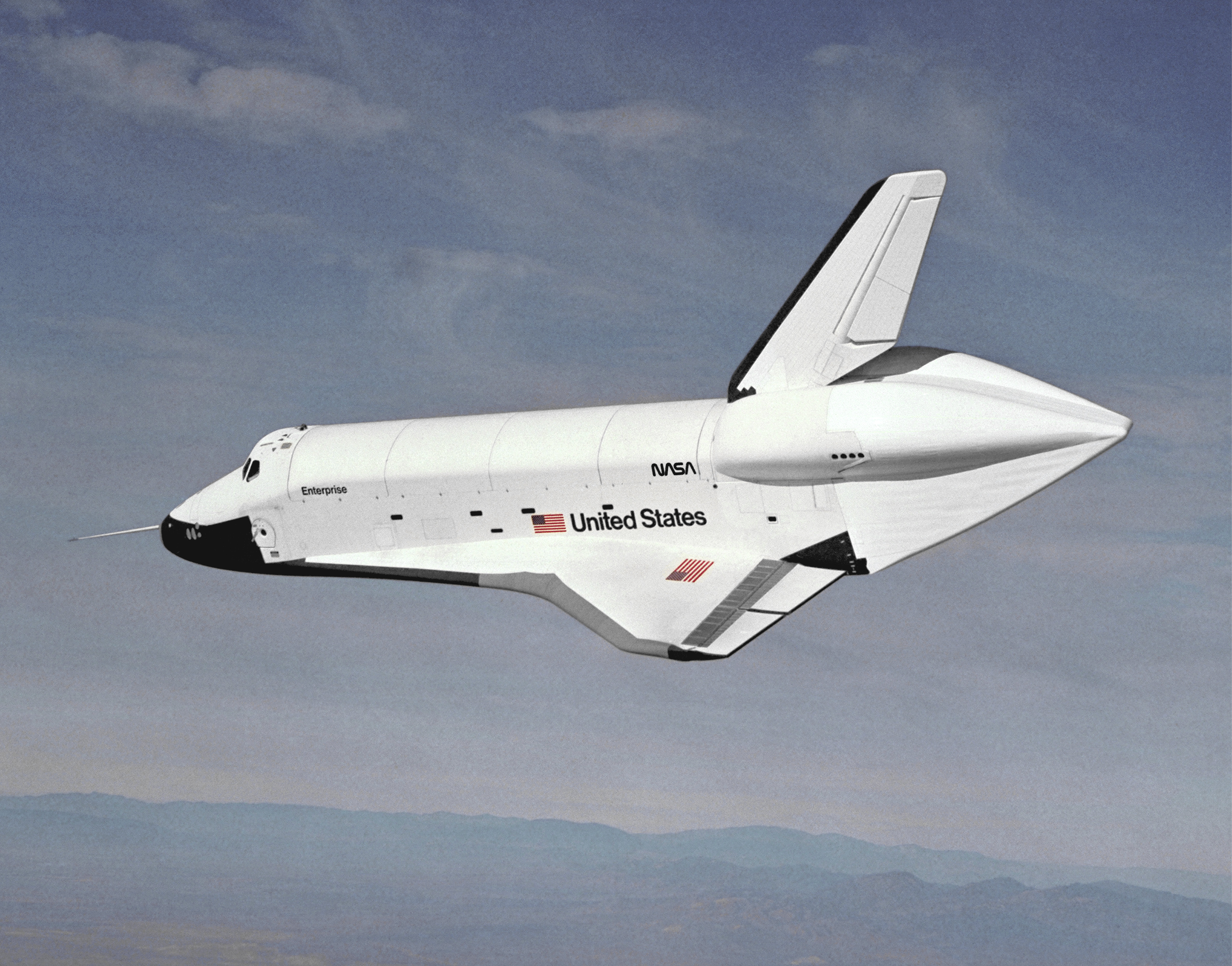
进行第二次着陆测试的企業號，攝於1977年9月13日

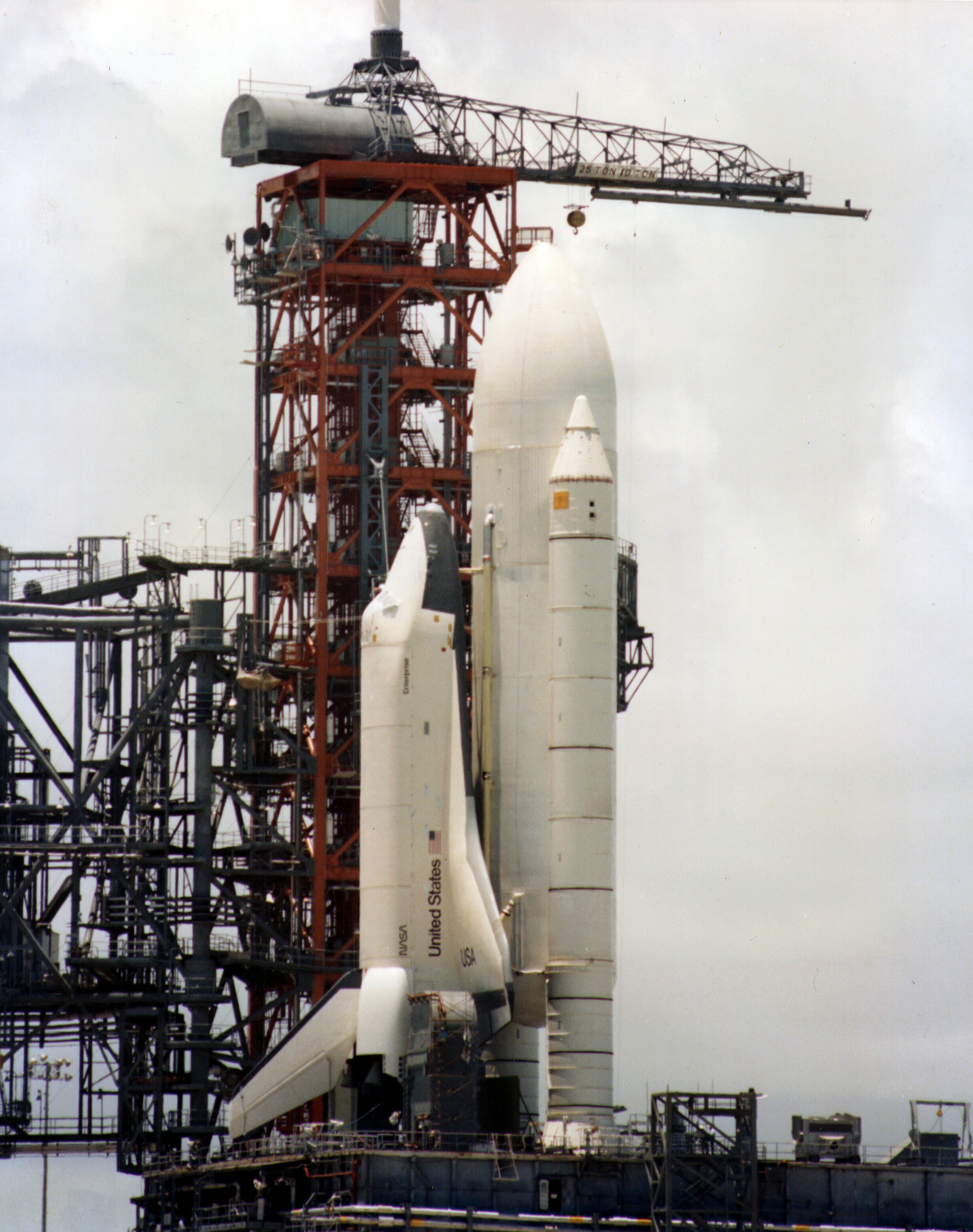
首次航天飞机发射前20个月，企業號在发射平台上进行测试

企业号航天飞机（Space Shuttle Enterprise，NASA内部编号OV-101），又译為进取号，是NASA打造的第一架航天飞机。“企業號航天飞机”实际上只是一个的航天的测试平台，没有引擎等相關部件，也没有執行太空任務的功能。本來企業號要做為继哥伦比亚号的第二架航天飞机，但后来美國太空總署（NASA）发现改装测试平台STA-099（後來的挑戰者號）更合適，再加上後期建造的奮進號，企業號就没有機會進入太空作业了。
這艘太空梭原本為纪念美国建国200周年而命名为宪法号（Constitution），但后期以著名的电视连续剧《星际旅行》中的企業號星艦（USS Enterprise NCC-1701）命名。值得一提的是，該虛構星艦的命名是源自於美國海軍的核動力“企業”号航空母艦 (CVN-65)。
在加利福尼亚愛德華空軍基地（Edwards AFB）的研究所里，企業號被使用於各种ALT（返回及著陆）测试，包括被太空梭運輸機（SCA）背负运输的飞行测试、自由飞行的着陆测试。在ALT测试以后，企業號被竖起来，装配燃料箱和助推火箭，在发射状态下进行各项指标测试。

## 現況
企業號是太空梭計畫中現存的四架太空梭之一。在完成测试並進行一系列海外的展示後，美國政府將企業號捐給史密森尼學會作為館藏。起初，企業號被保存在華盛頓杜勒斯國際機場的機棚中。2003年，史蒂芬·F·烏德瓦-海茲中心（Steven F. Udvar-Házy Center，國家航空與太空博物館位於杜勒斯機場的分館）啟用之後，企業號被移至館中展覽，成為該中心主要的館藏之一。
2003年哥倫比亞號太空梭災難后，企業號上的隔熱瓦曾被拆下，以进行测试调查哥伦比亚号失事原因。
2011年4月，美國太空總署宣佈企業號將會移至紐約港的無畏號海、空暨太空博物館（Intrepid Sea, Air & Space Museum）展覽，史蒂芬·F·烏德瓦-海茲中心的展品則替代為發現號。企業號在2012年4月27日由波音747運抵紐約，並在6月6日由吊船運抵無畏號的飛行甲板。

## 企业号进行的ALT测试任务
| 测试任务        | 日期            | 速度             | 高度              | 机组人员                     | 进行时间  | 备注                     |
| --------------- | --------------- | ---------------- | ----------------- | ---------------------------- | --------- | ------------------------ |
| 滑行测试 #1     | 1977年 2月15日  | 89 mph 143 km/h  | 滑行              | 無                           | 滑行      | 混凝土跑道 加装整流罩    |
| 滑行测试 #2     | 1977年 2月15日  | 140 mph 225 km/h | 滑行              | 無                           | 滑行      | 混凝土跑道 加装整流罩    |
| 滑行测试 #3     | 1977年 2月15日  | 157 mph 253 km/h | 滑行              | 無                           | 滑行      | 混凝土跑道 加装整流罩    |
| 背负飞行 #1     | 1977年 2月18日  | 287 mph 462 km/h | 16,000 ft 4,877 m | 無                           | 2小時5分  | 加装整流罩 由747背负着陆 |
| 背负飞行 #2     | 1977年 2月22日  | 328 mph 528 km/h | 22,600 ft 6,888 m | 無                           | 3小時13分 | 加装整流罩 由747背负着陆 |
| 背负飞行 #3     | 1977年 2月25日  | 425 mph 684 km/h | 26,600 ft 8,108 m | 無                           | 2小時28分 | 加装整流罩 747背负着陆   |
| 背负飞行 #4     | 1977年 2月28日  | 425 mph 684 km/h | 28,565 ft 8,707 m | 無                           | 2小時11分 | 加装整流罩 747背负着陆   |
| 背负飞行 #5     | 1977年 3月2日   | 474 mph 763 km/h | 30,000 ft 9,144 m | 無                           | 1小時39分 | 加装整流罩 747背负着陆   |
| 背负正样飞行 #1 | 1977年 6月18日  | 208 mph 335 km/h | 14,970 ft 4,563 m | Fred Haise, Gordon Fullerton | 55分46秒  | 加装整流罩 747背负着陆   |
| 背负正样飞行 #2 | 1977年 6月28日  | 310 mph 499 km/h | 22,030 ft 6,715 m | Joe Engle, Richard Truly     | 62分0秒   | 加装整流罩 747背负着陆   |
| 背负正样飞行 #3 | 1977年 7月26日  | 311 mph 501 km/h | 30,292 ft 9,233 m | Fred Haise, Gordon Fullerton | 59分53秒  | 加装整流罩 747背负着陆   |
| 自由飞行 #1     | 1977年 8月12日  | 310 mph 499 km/h | 24,100 ft 7,346 m | Fred Haise, Gordon Fullerton | 5分21秒   | 加装整流罩 在湖床上着陆  |
| 自由飞行 #2     | 1977年 9月13日  | 310 mph 499 km/h | 26,000 ft 7,925 m | Joe Engle, Richard Truly     | 5分28秒   | 加装整流罩 在湖床上着陆  |
| 自由飞行 #3     | 1977年 9月23日  | 290 mph 467 km/h | 24,700 ft 7,529 m | Fred Haise, Gordon Fullerton | 5分34秒   | 加装整流罩, 在湖床上着陆 |
| 自由飞行 #4     | 1977年 10月12日 | 278 mph 447 km/h | 22,400 ft 6,828 m | Joe Engle, Richard Truly     | 2分34秒   | 没有整流罩 在湖床上着陆  |
| 自由飞行 #5     | 1977年 10月26日 | 283 mph 456 km/h | 19,000 ft 5,791 m | Fred Haise, Gordon Fullerton | 2分1秒    | 没有整流罩 跑道着陆      |

## 外部連結
- Orbiter Vehicles （页面存档备份，存于）
- Shuttle Orbiter Enterprise (OV-101)（页面存档备份，存于）
- 企业号：从未踏入太空的英雄，華爾街日報，2011年4月15日（简体中文）